# Бергер, Йосель
Йосель Бергер (лит. Joselis Bergeris, вариант Juozas Bergeris; 1 апреля 1884, Вильнюс — ?, Израиль) — литовский врач и учитель, общественный деятель еврейского происхождения, член Сейма Литовской Республики (1922—1923, 1925—1926) .

## Биография
В 1901 году после окончания Житомирской гимназии поступил в Технологический институт в Харькове (1902—1906). Позже он учился праву в Университете Святого Владимира (1906—1907) и в Киевском политехническом институте (1907—1908). В 1913 году получил степень доктора медицины на медицинском факультете Киевского университета. После возвращения в Литву был избран в 1921 году директором медицинского департамента Каунасского городского управления. В 1923 году он также работал в Министерстве по делам евреев.
Активно работает в еврейских общественных организациях  Литвы, в том числе в «Тарбут» (1920). В 1923—1924 годы он был директором учебных курсов «Тарбут». С 1924 до 1934 года он занимал пост директора еврейской гимназии в городе Шяуляй. Был избран в Сейм первого созыва по списку «национальной автономии». Но в 1923 году он не получил мандат, и вошёл в Сейм только в 1925 году вместо Семёна Розенбаума.
В 1934 году он покинул Литву, выехав в Палестину. Дальнейшая судьба неизвестна.